# Кашанек
Кашанек (перс. کاشانک‎) — село на севере Ирана, в остане Тегеран. Входит в состав шахрестана Тегеран. Является частью дехестана (сельского округа) Хелазир бахша Афтаб.

## География
Село находится в центральной части остана, к западу от автодороги , на расстоянии приблизительно 10 километров (по прямой) к югу от города Тегеран, административного центра шахрестана. Абсолютная высота — 1021 метр над уровнем моря.

## Население
По данным переписи 2006 года население села составляло 421 человек (227 мужчин и 194 женщины). В Кашанеке насчитывалось 110 домохозяйств. Уровень грамотности населения составлял 71,7 %. Уровень грамотности среди мужчин составлял 70,9 %, среди женщин — 72,7 %.
В 2016 году в селе имелось 154 домохозяйства и проживало 486 человек (256 мужчин и 230 женщин).